# Pilar de Espanha
Pilar de Bourbon, Duquesa de Badajoz (Cannes, 30 de julho de 1936 — Madrid, 8 de janeiro de 2020), foi uma Infanta da Espanha, filha mais velha de João, Conde de Barcelona e de sua esposa, a princesa Maria das Mercedes de Bourbon. Era irmã do rei Juan Carlos I da Espanha, e tia de Felipe VI, atual Rei da Espanha.

## Biografia
A infanta Pilar nasceu de parto natural, na casa de seus pais em Cannes, pesando cerca de quatro quilos. Foi batizada na Igreja de Lérins, em Cannes, tendo como padrinhos seu avô paterno, o rei Alfonso XIII, e sua avó materna, Luísa de Orléans, Condessa de Caserta.
Viveu a infância em exílio. Primeiro em Cannes e depois em Lausana, na Suíça. Quando tinha 10 anos, mudou-se com os pais e irmãos para Estoril, em Portugal, onde viveu até seu casamento. Regressou a Madrid quando o irmão Juan Carlos foi proclamado Rei, em 1975.
Começou seus estudos no Colégio Católico Mont-Olivet em Lausana e, depois, em Lisboa, Portugal, estudou no Colégio das Escravas do Sagrado Coração e cursou Enfermagem na Escola Sanitária Ravara. Posteriormente, a Infanta seguiu a carreira de enfermeira, incentivada por sua avó, a rainha Vitória Eugénia, tendo inclusive trabalhado por três anos no Hospital São José, também em Lisboa.
A infanta, além de falar espanhol, era fluente em inglês, francês, italiano e português.
Mulher de temperamento espontâneo e forte, "tinha muito caráter" escreveu o jornal Moncloa em 10 de janeiro de 2020. "Não tinha pelos na língua" já tinha escrito o El País no dia anterior, citando que à imprensa ela dizia que poderiam que lhe perguntar o que quisessem, mas que ela responderia apenas o que tivesse vontade. O El Comércio escreveu que quando lhe perguntavam sobre a possibilidade de ter sido Rainha da Espanha, como primeira criança do príncipe João, Conde de Barcelona, ela respondia: "pobre Espanha. De 'uma boa' se livraram!" Sobre o Caso Nóos, que envolveu sua sobrinha a infanta  Cristina de Bourbon e o marido desta, Iñaki Urdangarin, com corrupção, antes do julgamento ela diria dito: "ninguém é culpado até que o digam os juízes, assim, todos a calar-se!".

### Casamento e descendência

Timbre real de Pilar de Espanha.

Casou com Luís Gómez-Acebo e Duque de Estrada, 2.º Visconde da Torre em 5 de maio de 1967 em Lisboa, Portugal. Foi nesta ocasião que recebeu de seu pai o título de Duquesa de Badajoz.
Pilar e o marido tiveram cinco filhos:
- Simoneta Luisa Gómez-Acebo y de Borbón - nascida a 28 de outubro de 1968 (56 anos). Foi casada, de 1990 a 2009, com José Miguel Fernández y Sastrón, com quem teve três filhos: Luís, Juan Pablo e María de las Mercedes.[9][10]
- Juan Filiberto Nicolás Gómez-Acebo y de Borbón, 3.º Visconde da Torre - nascido a 6 de dezembro de 1969 e morto a 12 de agosto de 2024. Era casado com Winston Holmes Carney desde 2 de janeiro de 2014, com quem tem um filho, Nicolás Gómez-Acebo y Carney, 4.º Visconde da Torre (2013).[10]
- Bruno Alejandro Gómez-Acebo y de Borbón - nascido a 15 de junho de 1971 (53 anos). É casado com Bárbara Cano y de la Plaza desde 7 de outubro de 2002 com quem três filhos: Alejandro, Guillermo e Álvaro.[11]
- Beltrán Luis Alfonso Gómez-Acebo y de Borbón - nascido a 20 de maio de 1973 (51 anos). Casou-se com a modelo Laura Ponte y Martínez em 18 de Setembro de 2004, mas o casal se separou em 2009. Juntos, eles tiveram um filho, Luis Felipe (2005), e uma filha, Laura (2006). Casou-se em 2016 com Andrea Pascual.[12][13]
- Fernando Umberto Gómez-Acebo y de Borbón - nascido a 30 de setembro de 1974 e morto a  1 de março de 2024. Casou-se com Mónica Martín y Luque em 27 de Novembro de 2004, da qual se separou em 2013. Em maio de 2016 casou-se com Nadia Halamandari, da qual se separou em 2017. Fernando e Nadia tiveram um filho, Nicolás.[14]

Pilar renunciou ao seu direito de sucessão devido ao casamento, mas a sua renúncia teve lugar antes da aprovação da constituição espanhola e não foi ratificada pelas cortes. "Renunciou a seus direitos dinásticos por amor", escreveu a revista Hola.

## Funções oficiais, títulos e condecorações
Tendo renunciado a seus direitos de sucessão, Pilar não tinha funções oficiais na Casa Real. No entanto, esteve presente em diversos eventos importantes para a família real espanhola, como na cerimônia de entrega da bandeira para a fragata Almirante João de Bourbon em 2004 e no Ato de Proclamação do então príncipe Felipe como Rei pelas Cortes Generales em 19 de junho de 2014.
Seu último ato público foi o evento caritativo Rastrillo Nuevo Futuro em novembro de 2019, ao qual haviam comparecido as rainhas Letícia e Sofia da Espanha.

### Títulos e condecorações
Por ocasião de seu casamento, em 05 de maio de 1967, seu pai concedeu-lhe o título de Duquesa de Badajoz. Pouco depois, em 6 de junho de 1968, ela recebeu a condecoração de grã-cruz da Ordem do Infante D. Henrique de Portugal.
Como qualquer criança nascida filha de um Rei ou Príncipe Herdeiro da Espanha, Pilar recebeu o título de Infanta ao nascer, o qual manteve, por lei, mesmo após abdicar de seus direitos e deveres oficiais.

## Interesses pessoais

### Filantropia
Foi uma das fundadoras da Asociación Nuevo Futuro, organização de apoio a crianças com atuação internacional, tendo sido sua presidente e depois presidente de honra. Até sua morte, foi uma das líderes e apoiadoras do evento Rastrillo Nuevo Futuro, de onde provinha parte da renda que financiava a Asociación. O evento, inclusive, recebia a visita das rainhas da Espanha, Letícia e Sofia. "O Rastrillo foi sempre um lugar de encontros, solidariedade e desfrute para ela", escreveu a Hola em janeiro de 2019.

### Outros interesses
Pilar foi presidente da Federação Equestre Internacional (FEI) de 1994 a 2006, quando foi substituída pela princesa Haya bint Hussein. Também foi membro honorário do Comité Olímpico Internacional (COI) e, de de 1996 a 2006, do Comité Olímpico Internacional da Espanha (COE).
Também fez parte da junta diretiva do Queen Sofía Spanish Institute, foi presidente de honra do World Monuments Fund España e, de 2007 a 2009, presidente do Europa Nostra, federação europeia em defesa do patrimônio cultural.
Também era fã de música e, eventualmente, acompanhava o irmão, o rei Juan Carlos da Espanha, às touradas.
Para a revista Vanity Fair ela disse em 2017: "o que eu queria ter feito, não pude: saltar de paraquedas".

## Morte e funeral
Pilar morreu no dia 8 de janeiro de 2020, aos 83 anos, em decorrência de um câncer colorretal, após ficar 3 dias internada na Clínica Ruber Internacional, em Madrid.
Seu corpo foi velado, a pedido seu, em sua casa, onde recebeu as últimas homenagens dos amigos e familiares, inclusive do rei Felipe VI e da rainha Letícia.
Foi cremada no dia 09 de janeiro e suas cinzas foram depositadas no mausoléu da família Gómez-Acebo no cemitério do bairro de San Isidro, em Madri.

## Títulos
- 6 de novembro de 1987 — 5 de maio de 1967: Sua Alteza Real, a Infanta Pilar da Espanha
- 5 de maio de 1967 — 13 de abril de 1967: Sua Alteza Real, a Infanta Pilar, Viscondessa da Torre
- 13 de abril de 1967 — 9 de março de 1991: Sua Alteza Real, a Infanta Pilar, Duquesa de Badajoz, Viscondessa da Torre
- 9 de março de 1991 — 8 de janeiro de 2020: Sua Alteza Real, a Infanta Pilar, Duquesa de Badajoz, Viscondessa Viúva da Torre